# Sorong (ville)
Sorong est une ville portuaire, une kota, de, l'est de l'Indonésie, située dans la province de Papouasie du Sud-Ouest sur les bords de l'océan Pacifique Sud. Elle est entourée par le Kabupaten de Sorong, et est la porte d'entrée des îles Raja Ampat, réputées pour ses récifs coralliens. C'est également une plateforme logistique pour la prospection de gaz et de pétrole.
La ville a connu une forte croissance ces dernières années, et continue à se développer depuis qu'elle a été reliée par la route aux autres villes de la péninsule de Doberai. La population de la ville s'élève à 190 625 habitants selon le recensement de 2010; la dernière estimation officielle de janvier 2014 fait état de 219 958 habitants. La ville est desservie par l'aéroport Domine-Eduard-Osok qui la relie au reste de la province, aux Moluques, à Sulawesi et à Jakarta, la capitale de l'Indonésie.

## Administration
La ville de Sorong est divisée en six districts (kecamatan), listés ci-dessous avec leurs populations respectives.
| District                          | Population Recensement de 2010 |
| --------------------------------- | ------------------------------ |
| Sorong Barat (Sorong Ouest)       | 35,306                         |
| Sorong Kepulauan (Iles de Sorong) | 9,711                          |
| Sorong Timur (Sorong Est)         | 26,694                         |
| Sorong Utara (Sorong Nord)        | 45,001                         |
| Sorong                            | 31,264                         |
| Sorong Mandi                      | 42,539                         |

## Étymologie
L'origine du nom de la ville vient du mot Soren, qui signifie "océan profond et houleux" en langue Biak. Le nom était d'abord utilisé par le peuple Biak-Numfor, nomades de la mer qui se sont établis sur les  Îles Raja Ampat. Lorsque ceux-ci arrivèrent sur un lieu appelé "Daratan Maladum", ils le baptisèrent Soren. Après des siècles de contacts avec des marchands Chinois, des missionnaires Européens et des peuples des Moluques et de Sangihe-Talaud, le nom a évolué en Sorong.

## Histoire
Le Nagarakertagama, un poème épique écrit en 1365 dans le royaume javanais de Majapahit, mentionne « Sorong » parmi les quelque cent « contrées tributaires » du royaume. En réalité, le territoire contrôlé par Majapahit ne s'étendait que sur une partie de l'est et du centre de Java. Les contrées tributaires étaient en fait des comptoirs formant un réseau commercial dont Majapahit était le centre. Majapahit y envoyait des dignitaires, les bujangga, dont le rôle était de s'assurer que ces comptoirs ne s'adonnaient pas à un commerce privé qui échapperait au royaume.
La ville est la capitale de la province de Papouasie occidentale puis devient celle de la Papouasie du Sud-Ouest lors de la création de celle-ci le 8 décembre 2022.

## Tourisme
- Le cap Cassuwary, à 3 km de la ville de Sorong, a une belle plage avec des coraux,
- L'île aux Crocodiles, à 500 mètres de la plage,
- L'île de Kafiau,
- L'île de Matan,
- Les sources chaudes de Klaijili, à 60 km de la ville,
- Sa forêt protégée, à 15 km de la ville.

Mais surtout, Sorong est le point de départ pour gagner les îles Raja Ampat.

## Jumelages
- Nuuk, Groenland
- Gaborone, Botswana